# David Loosli
David Loosli (født 8. maj 1980) er en schweizisk tidligere professionel cykelrytter.